# Kvarteret Ganymedes

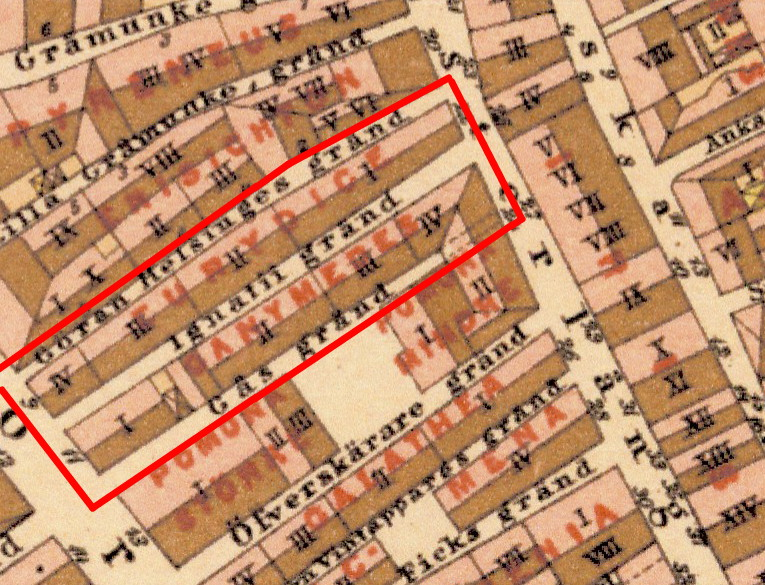
Kvarteren Ganymedes och Eurydice på Alfred Rudolf Lundgrens karta, 1885.

Kvarteret Ganymedes är ett långsmalt kvarter i Gamla stan, Stockholm. Kvarteret omges av Ignatiigränd i norr, Västerlånggatan i öster, Gåsgränd med Gåstorget i söder och Stora Nygatan i väster. Kvarteret består av tre fastigheter där Ganymedes 1 är identiskt med Stora Nygatan 11 och Ganymedes 3 med Västerlånggatan 24.

## Namnet
Nästan samtliga kvartersnamn i Gamla stan tillkom under 1600-talets senare del och är uppkallade efter begrepp (främst gudar) ur den grekiska och romerska mytologin. Enligt den grekiska mytologin var Ganymedes den vackraste av alla dödliga. Han fördes därför bort från jorden för att leva med gudarna och betjäna dem som munskänk.

## Kvarteret

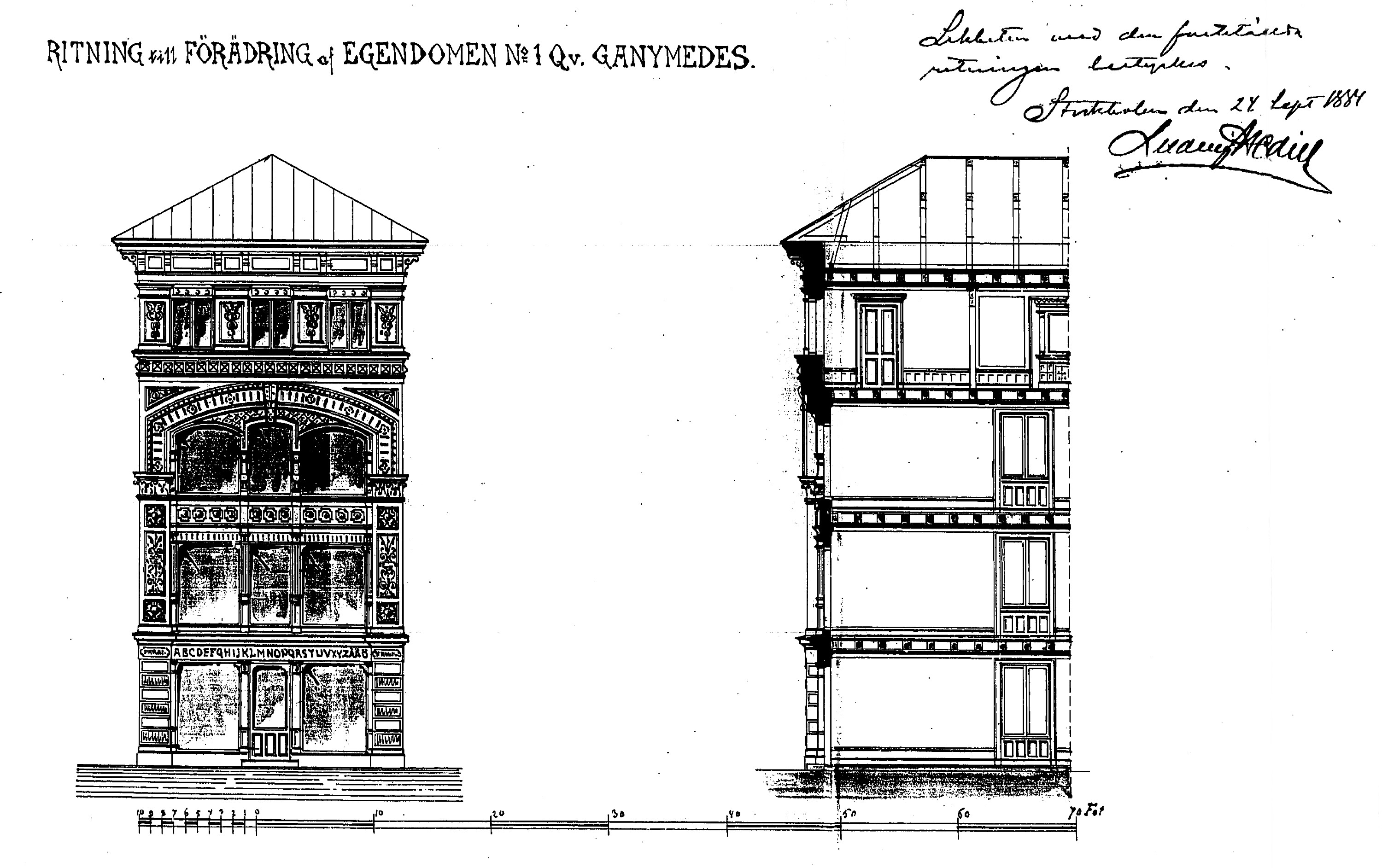
Stora Nygatan 11 ritning från 1885.

Kvarteret ligger i Gamla stans historiska, nordvästra stadsområde, där smala gränder (så kallade vattugränder) och smala kvarter sträcker sig västerut från Västerlånggatan mot Mälarens strandlinje som på medeltiden låg betydligt högre upp än idag. Kvarteret Ganymedes hör till de smalaste i Gamla stan.  På 1600-talet var kvarteret uppdelat på fem tomter och på 1800-talet på fyra. På Petrus Tillaeus karta från 1733 stavas kvartersnamnet Ganimedes. 
Mot Västerlånggatan är fastigheten Ganymedes 3 sammanbyggd med grannfastigheten Pomona mindre 2 och bildar en enhetlig fasad med adress Västerlånggatan 24 respektive 24A. Gåsgränden nås via ett valv mellan båda kvarteren. År 1744 lät skinnaren Nicolaus Björck, som bodde på adressen sätta upp två yrkesskyltar. De båda kattliknande djuren, huggna i sten, föreställde troligtvis mårdar och är ett gammalt skinnhandlaremblem. De gav upphov till Sägnen om herr Måns.
Ganymedes 1 (Stora Nygatan 11) utvisas på en tomtkarta från 1693 som fattighus. Det byggdes om 1884–1885 och fick då nuvarande butiksfasad i tre plan. Tyska församlingens kyrkoråd var byggherre medan arkitekten är okänd. Fasaden har en rik dekor, som ursprungligen var ännu rikare. Stora fönsteröppningar omslutas av en stor stickbåge. I fasadens första våningsplan finns pilastrar av gjutjärn. I de båda nedre våningarna anordnades ett enda utställningsrum som sammanknöts med en spiraltrappa.

## Nutida bilder

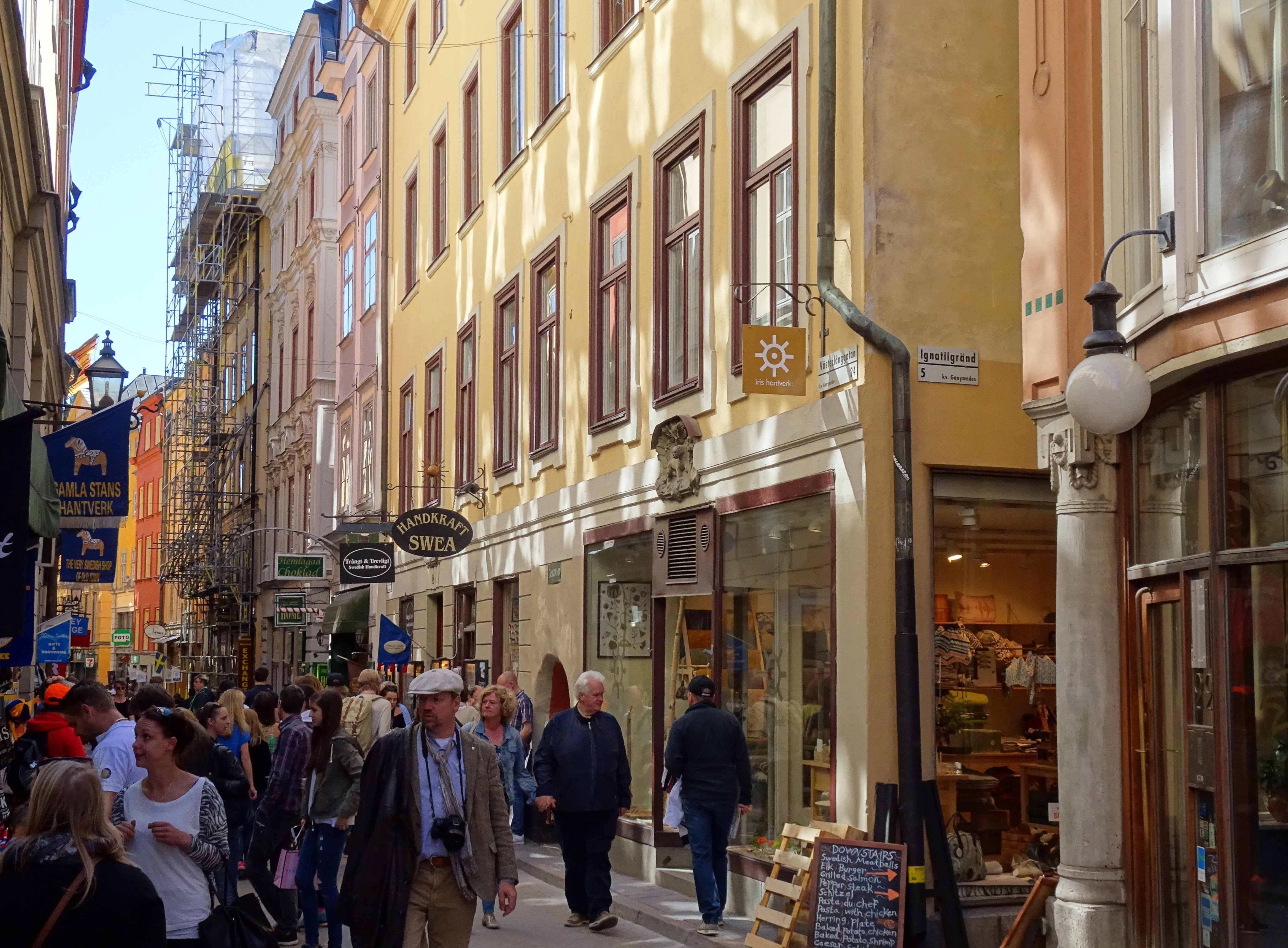
Västerlånggatan 24 och 24A.
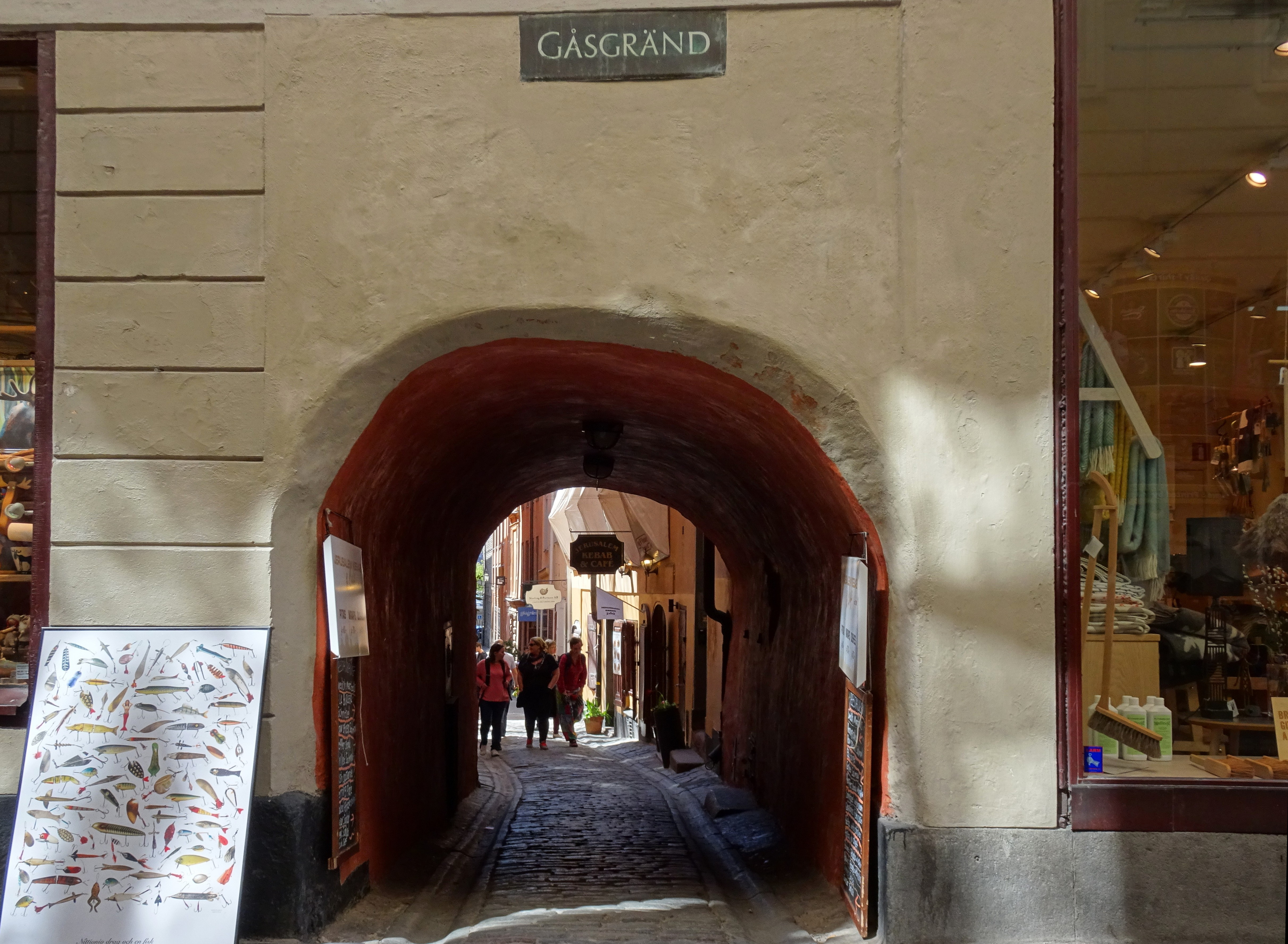
Gåsgränd, valv från Västerlånggatan.
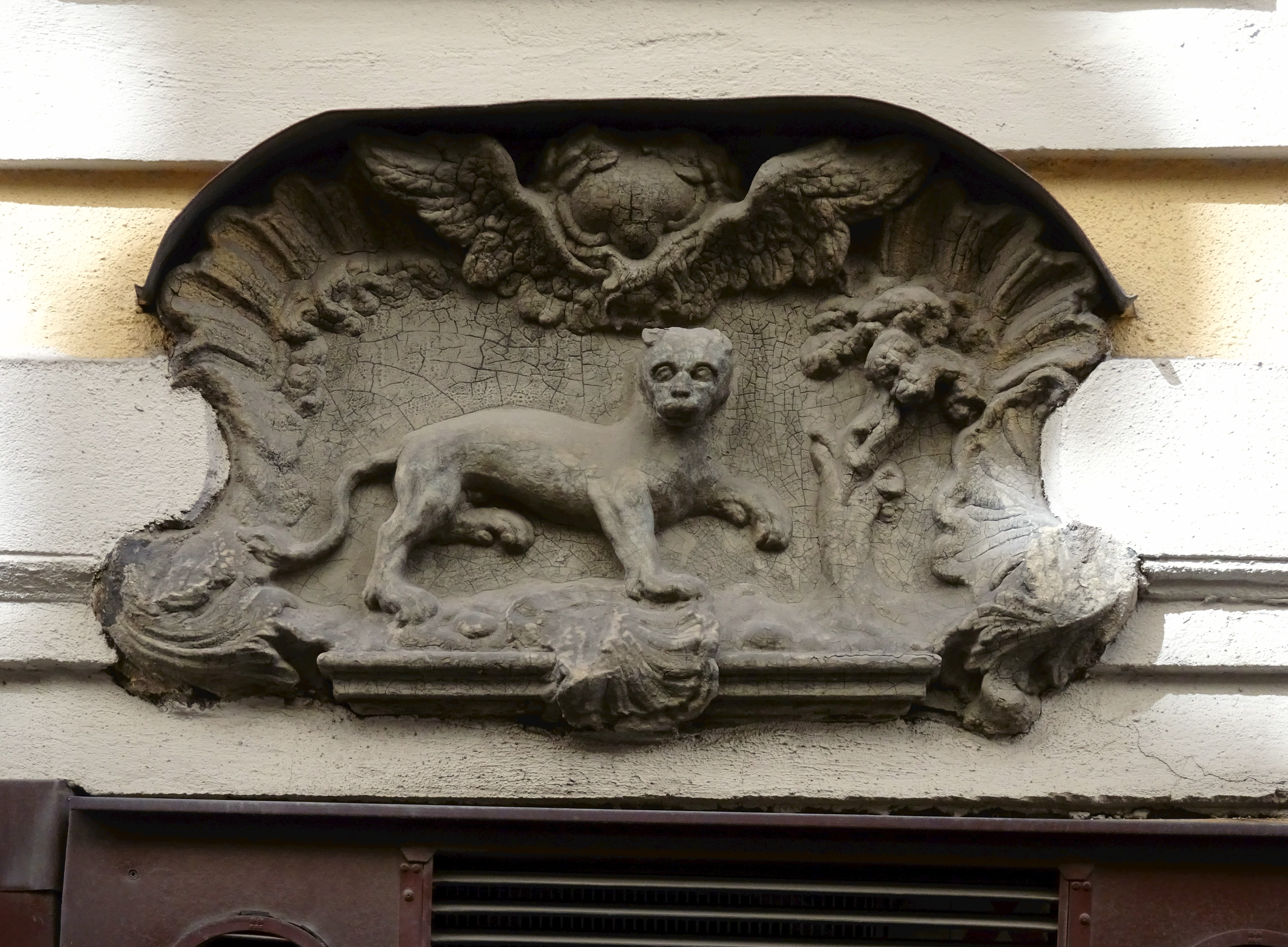
"Herr Måns" på Västerlånggatan 24.
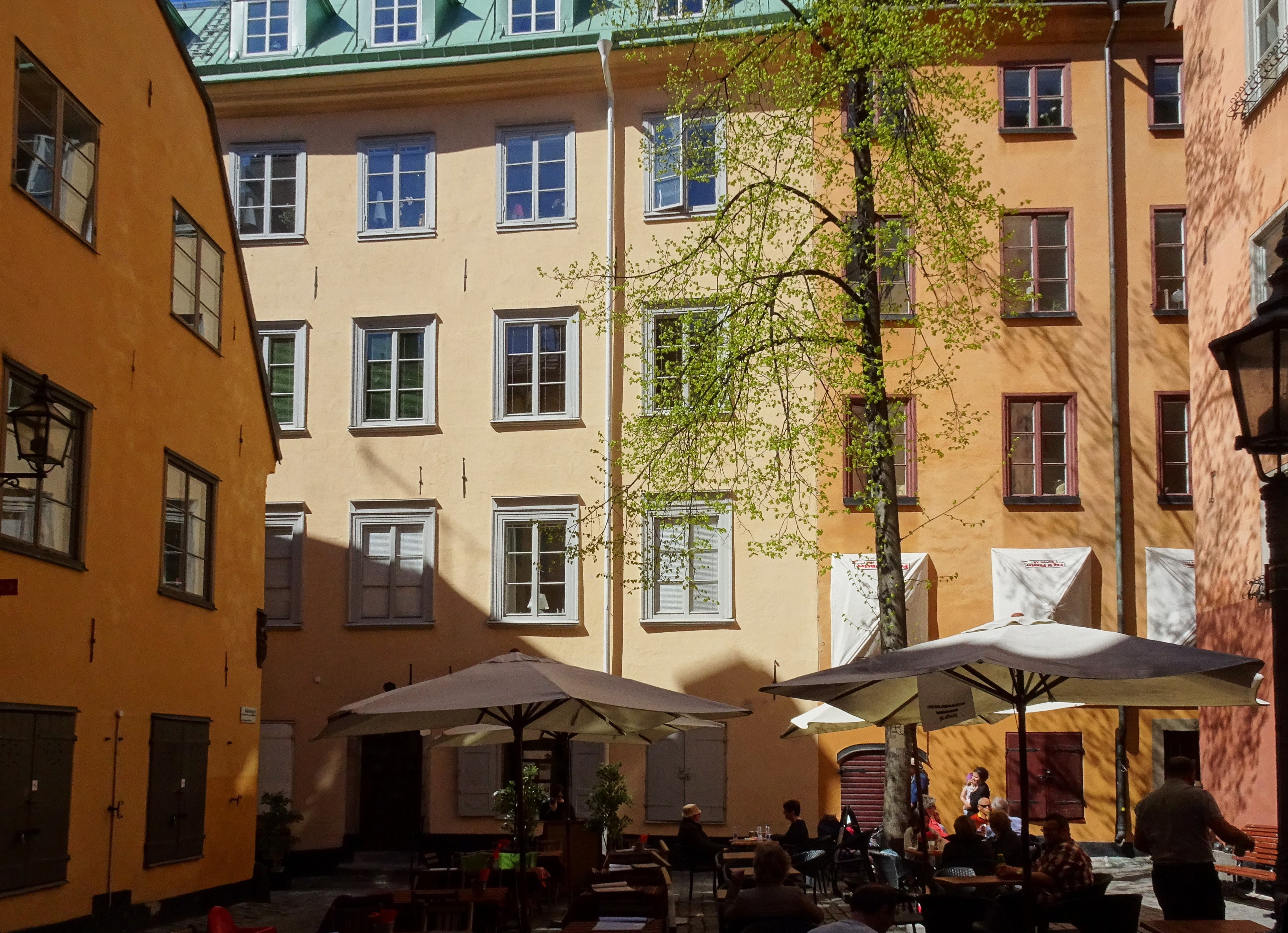
Gåstorget mot norr.
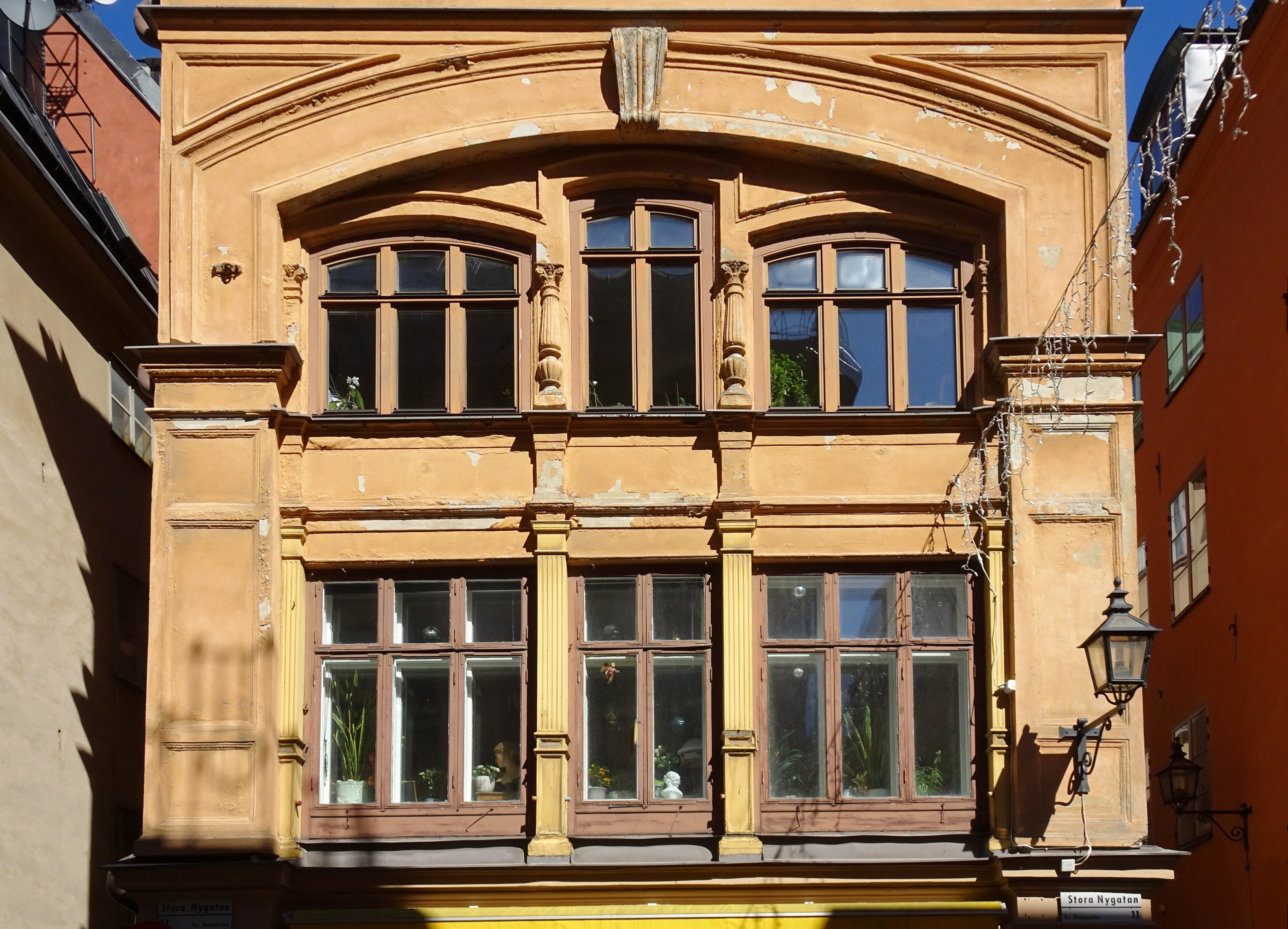
Stora Nygatan 11, 2016.